# Chionaema adita
Chionaema adita är en fjärilsart som beskrevs av Moore 1859. Chionaema adita ingår i släktet Chionaema och familjen björnspinnare. Inga underarter finns listade i Catalogue of Life.